# Meet Me in the Morning
"Meet Me in the Morning" es una canción del músico estadounidense Bob Dylan publicada en el álbum de estudio de 1975 Blood on the Tracks.
La canción fue estrenada en directo el 19 de septiembre de 2007 en un concierto en Nashville. Durante el concierto, Jack White, de The White Stripes, se unió a Dylan en el escenario.